# Nota pontuada

Exemplo. Nota pontuada e suas durações equivalentes. as linhas curvas, chamada de ligaduras, adicionam valores as notas ligadas.

Nota pontuada é uma nota musical escrita com um ponto à sua frente. O ponto (ou pontos) adicionam um valor equivalente a metade do valor da nota que o precede; e cada ponto adicional (se usado na mesma combinação da nota pontuada) adiciona metade do valor do ponto anterior.
Por exemplo: se uma nota tem o valor de duração igual a dois tempos, um ponto a sua frente adiciona um tempo a mais à nota, dando um resultado de duração igual a três tempos. A nota pontuada equivale a uma nota ligada a outra nota de valor igual a metade dela.
Se a nota estiver escrita no espaço entre as linhas da pauta, o ponto segue à frente da nota, no mesmo espaço. Se a nota estiver escrita em uma linha da pauta, o ponto segue um pouco acima da frente da nota (para não ficar escondido na linha da nota). A mesma regra applica-se as notas das linhas e espaços suplementares (inferior ou superior).
Teoricamente, qualquer nota pode ser pontuada, assim como qualquer pausa de qualquer valor. Se uma pausa estiver no seu lugar de costume, o ponto deverá seguir no terceiro espaço (de baixo para cima).

## Notas Pontuadas no ABC

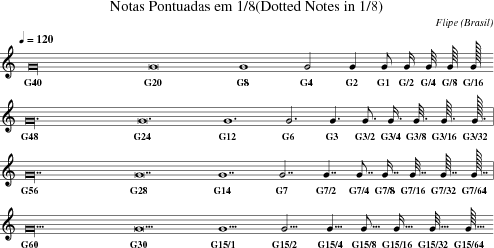
Exemplo de Notas Pontuadas no ABC.